# The Blob (1988)
The Blob is een Amerikaanse horror-sciencefictionfilm uit 1988, onder regie van Chuck Russell. Het is een nieuwe versie van de gelijknamige film uit 1958. De productie werd genomineerd voor Saturn Awards voor beste muziek en beste sciencefictionfilm.
The Blob werd gefilmd in Abbeville (Louisiana) en gedistribueerd door TriStar Pictures.

## Verhaal
Een kleine meteoriet komt op aarde terecht, nabij het stadje Arborville. Een oudere man ontdekt de meteoriet en merkt op dat deze hol is en dat er zich een zeer merkwaardige substantie in bevindt. Wanneer hij het ding wil aanraken blijft het kleven aan zijn hand. Het blijkt een levend wezen te zijn dat zich voedt met andere organismen.
Even later ontdekken drie tieners (punker Brian Flagg, cheerleader Meg Penny en haar date Paul) de oude man en ze brengen hem naar het dichtstbijzijnde hospitaal. Nadat Brian het hospitaal verlaten heeft, ziet Paul hoe de oude man en een dokter volledig geabsorbeerd worden door de substantie, die ze de Blob dopen. Als Paul telefonisch hulp probeert te bereiken wordt ook hij helemaal verorberd door het monster, waarna de alsmaar groeiende Blob de stad intrekt. Meg, die ooggetuige is van dit alles, probeert de politie te overtuigen van het bestaan van de Blob, maar niemand gelooft haar. Zelfs Brian gelooft haar niet, totdat hij de Blob met eigen ogen gezien heeft.
Het volgt hem tot in de koelruimte van de winkel waar Brian en Meg verblijven, maar daar trekt het zich terug omdat het vriest in de koelruimte. De blob vlucht vervolgens het riool in om zich daar te voeden met ratten.
Wanneer het leger er ook bij komt om de Blob te bestrijden, komt aan het licht dat de Blob het resultaat is van een mislukt wetenschappelijk experiment dat tijdens de Koude Oorlog was opgezet om een biologisch wapen te maken. Men probeert de Blob in te sluiten in de riolen, maar dat mislukt. Nadat de Blob al talloze slachtoffers heeft gemaakt in het stadje realiseert Meg zich waarom het ding niet in de koelruimte kon; omdat het er koud was. De Blob kan niet tegen koude.
Uiteindelijk lukt het hen de Blob te bevriezen met vloeibare stikstof, en het stadje te redden van de ondergang. Tenminste, voorlopig. Want aan het eind van de film blijkt een doorgedraaide priester nog een stuk van de blob te bezitten voor als hij volgens eigen zeggen van God het teken krijgt dat de dag des oordeels is aangebroken.

## Rolverdeling
| Acteur          | Personage     |
| --------------- | ------------- |
| Kevin Dillon    | Brian Flagg   |
| Shawnee Smith   | Meg Penny     |
| Donovan Leitch  | Paul Taylor   |
| Jeffrey DeMunn  | Herb Geller   |
| Candy Clark     | Fran Hewitt   |
| Joe Seneca      | Dr. Meddows   |
| Art LaFleur     | Mr. Penny     |
| Douglas Emerson | Eddie Beckner |

## Achtergrond
De film werd met gemengde tot negatieve reacties ontvangen. Een van de grootste punten van kritiek kwam van fans van de originele film, die het niet eens waren met het feit dat de Blob in deze film geen alien maar een mislukt experiment was. De film werd ook bekritiseerd vanwege de grote hoeveelheid subplots.
Ondanks de negatieve kritieken kreeg de film ook positieve kritieken, vooral voor de actiescènes en speciale effecten.

## Prijzen en nominaties
- In 1989 is The Blob driemaal genomineerd voor een Young Artist Award in de categorieën: Best Young Actor in a Horror or Mystery Motion Picture, Best Young Actress in a Horror or Mystery Motion Picture en Teenage Choice for Best Horror Motion Picture.
- In 1990 is de film tweemaal genomineerd voor een Saturn Award in de categorieën: Best Music en Best Science Fiction Film
- Nogmaals in 1990 is hij eenmaal genomineerd voor een International Fantasy Film Award in de categorie Best Film